# Tévenon
Tévenon je obec na západě Švýcarska v kantonu Vaud. Žije zde 876 obyvatel.
Obec vznikla k 1. červenci 2011 sloučením bývalých obcí Fontanezier (58 obyvatel k 31. prosinci 2010), Romairon (32 obyvatel), Vaugondry (35 obyvatel) a Villars-Burquin (571 obyvatel). Obecní správa sídlí ve Villars-Burquin.
Název je odvozen od polního názvu En Tévenon pro pásmo kopců, na jehož jižním svahu se čtyři obce rozkládají.

## Geografie
Tévenon leží na jižním svahu Vaudského Jury vysoko nad Neuchâtelským jezerem a nabízí panoramatický výhled na Švýcarskou plošinu a Alpy. Obec se skládá z vesnic Fontanezier, Romairon, Vaugondry a Villars-Burquin a z mnoha samostatných farem na jurských výšinách. Sousedními obcemi jsou Val-de-Travers (v kantonu Neuchâtel) na severu, Provence na severovýchodě, Bonvillars na východě, Champagne na jihojihovýchodě, Fontaines-sur-Grandson na jihozápadě a Mauborget na západě.